# Izlandi női kézilabda-bajnokság (első osztály)
Az N1 deild a legmagasabb osztályú izlandi női kézilabda-bajnokság. A bajnokságot 1940 óta rendezik meg. Jelenleg nyolc csapat játszik a bajnokságban, a legeredményesebb klub a Fram Reykjavík, a címvédő a Valur Reykjavík.

## Kispályás bajnokságok
| Év   | 1. hely                                           | 2. hely                                           | 3. hely                                           |
| ---- | ------------------------------------------------- | ------------------------------------------------- | ------------------------------------------------- |
| 1940 | Ármann Reykjavík                                  | Haukar Hafnarfjörður                              | ÍR Reykjavík                                      |
| 1941 | Ármann Reykjavík                                  | Ármann Reykjavík B                                | —                                                 |
| 1942 | Ármann Reykjavík                                  | Haukar Hafnarfjörður                              | —                                                 |
| 1943 | Ármann Reykjavík                                  |                                                   |                                                   |
| 1944 | Ármann Reykjavík                                  | Haukar Hafnarfjörður                              | KR Reykjavík                                      |
| 1945 | Haukar Hafnarfjörður                              | Ármann Reykjavík                                  | ÍR Reykjavík                                      |
| 1946 | Haukar Hafnarfjörður                              | FH Hafnarfjörður                                  | KR Reykjavík                                      |
| 1947 | Ármann Reykjavík                                  | FH Hafnarfjörður                                  | ÍA Akranes KR Reykjavík                           |
| 1948 | Ármann Reykjavík                                  | KR Reykjavík                                      | Fram Reykjavík ÍR Reykjavík                       |
| 1949 | Ármann Reykjavík                                  | Fram Reykjavík                                    | ÍR Reykjavík                                      |
| 1950 | Fram Reykjavík                                    | ÍR Reykjavík                                      | Ármann Reykjavík                                  |
| 1951 | Fram Reykjavík                                    | Ármann Reykjavík                                  | KR Reykjavík                                      |
| 1952 | Fram Reykjavík                                    | Ármann Reykjavík                                  | KR Reykjavík                                      |
| 1953 | Fram Reykjavík                                    | Ármann Reykjavík                                  | Valur Reykjavík FH Hafnarfjörður                  |
| 1954 | Fram Reykjavík                                    | Valur Reykjavík                                   | Ármann Reykjavík                                  |
| 1955 | KR Reykjavík                                      | Ármann Reykjavík                                  | Fram Reykjavík                                    |
| 1956 | Ármann Reykjavík                                  | KR Reykjavík                                      | Þróttur Reykjavík                                 |
| 1957 | Þróttur Reykjavík                                 | Fram Reykjavík                                    | Ármann Reykjavík                                  |
| 1958 | Ármann Reykjavík                                  | KR Reykjavík                                      | Fram Reykjavík                                    |
| 1959 | KR Reykjavík                                      | Ármann Reykjavík                                  | Valur Reykjavík                                   |
| 1960 | Ármann Reykjavík                                  | Valur Reykjavík                                   | KR Reykjavík                                      |
| 1961 | FH Hafnarfjörður                                  | Valur Reykjavík                                   | KR Reykjavík                                      |
| 1962 | Valur Reykjavík                                   | FH Hafnarfjörður                                  | Ármann Reykjavík                                  |
| 1963 | Ármann Reykjavík                                  | Valur Reykjavík                                   | FH Hafnarfjörður                                  |
| 1964 | Valur Reykjavík                                   | Ármann Reykjavík                                  | FH Hafnarfjörður                                  |
| 1965 | Valur Reykjavík                                   | FH Hafnarfjörður                                  | Ármann Reykjavík                                  |
| 1966 | Valur Reykjavík                                   | FH Hafnarfjörður                                  | Fram Reykjavík                                    |
| 1967 | Valur Reykjavík                                   | FH Hafnarfjörður                                  | Fram Reykjavík                                    |
| 1968 | Valur Reykjavík                                   | Ármann Reykjavík                                  | Fram Reykjavík                                    |
| 1969 | Valur Reykjavík                                   | Fram Reykjavík                                    | Víkingur Reykjavík                                |
| 1970 | Fram Reykjavík                                    | Valur Reykjavík                                   | Víkingur Reykjavík                                |
| 1971 | Valur Reykjavík                                   | Fram Reykjavík                                    | Ármann Reykjavík                                  |
| 1972 | Valur Reykjavík                                   | Fram Reykjavík                                    | Ármann Reykjavík                                  |
| 1973 | Valur Reykjavík                                   | Fram Reykjavík                                    | Víkingur Reykjavík                                |
| 1974 | Fram Reykjavík                                    | Valur Reykjavík                                   | Ármann Reykjavík                                  |
| 1975 | Valur Reykjavík                                   | Fram Reykjavík                                    | Ármann Reykjavík                                  |
| 1976 | Fram Reykjavík                                    | Ármann Reykjavík                                  | Valur Reykjavík                                   |
| 1977 | Fram Reykjavík                                    | Valur Reykjavík                                   | Þór Akureyri                                      |
| 1978 | Fram Reykjavík                                    | FH Hafnarfjörður                                  | Valur Reykjavík                                   |
| 1979 | Fram Reykjavík                                    | Valur Reykjavík                                   | FH Hafnarfjörður                                  |
| 1980 | Fram Reykjavík                                    | Valur Reykjavík                                   | KR Reykjavík                                      |
| 1981 | FH Hafnarfjörður                                  | Valur Reykjavík                                   | Fram Reykjavík                                    |
| 1982 | FH Hafnarfjörður                                  | Fram Reykjavík                                    | Valur Reykjavík                                   |
| 1983 | Valur Reykjavík                                   | Fram Reykjavík                                    | FH Hafnarfjörður                                  |
| 1984 | Fram Reykjavík                                    | FH Hafnarfjörður                                  | ÍR Reykjavík                                      |
| 1985 | Fram Reykjavík                                    |                                                   |                                                   |
| 1986 | Fram Reykjavík                                    | UMF Stjarnan                                      | FH Hafnarfjörður                                  |
| 1987 | Fram Reykjavík                                    | FH Hafnarfjörður                                  | UMF Stjarnan                                      |
| 1988 | Fram Reykjavík                                    | FH Hafnarfjörður                                  | Valur Reykjavík                                   |
| 1989 | Fram Reykjavík                                    | FH Hafnarfjörður                                  | UMF Stjarnan                                      |
| 1990 | Fram Reykjavík                                    | UMF Stjarnan                                      | FH Hafnarfjörður                                  |
| 1991 | UMF Stjarnan                                      | Fram Reykjavík                                    | Víkingur Reykjavík                                |
| 1992 | Víkingur Reykjavík                                |                                                   |                                                   |
| 1993 | Víkingur Reykjavík                                |                                                   |                                                   |
| 1994 | Víkingur Reykjavík                                |                                                   |                                                   |
| 1995 | UMF Stjarnan                                      |                                                   |                                                   |
| 1996 | Haukar Hafnarfjörður                              | UMF Stjarnan                                      | Fram Reykjavík                                    |
| 1997 | Haukar Hafnarfjörður                              | UMF Stjarnan                                      | FH Hafnarfjörður                                  |
| 1998 | UMF Stjarnan                                      |                                                   |                                                   |
| 1999 | UMF Stjarnan                                      | FH Hafnarfjörður                                  | Fram Reykjavík                                    |
| 2000 | ÍB Vestmannæyjer                                  | ÍF Grótta                                         | Víkingur Reykjavík                                |
| 2001 | Haukar Hafnarfjörður                              | ÍB Vestmannæyjer                                  | Fram Reykjavík                                    |
| 2002 | Haukar Hafnarfjörður                              | UMF Stjarnan                                      | Víkingur Reykjavík                                |
| 2003 | ÍB Vestmannæyjer                                  | Haukar Hafnarfjörður                              | UMF Stjarnan                                      |
| 2004 | ÍB Vestmannæyjer                                  | Valur Reykjavík                                   | UMF Stjarnan                                      |
| 2005 | Haukar Hafnarfjörður                              | ÍB Vestmannæyjer                                  | UMF Stjarnan                                      |
| 2006 | ÍB Vestmannæyjer                                  | Valur Reykjavík                                   | Haukar Hafnarfjörður                              |
| 2007 | UMF Stjarnan                                      | ÍF Grótta                                         | Valur Reykjavík                                   |
| 2008 | UMF Stjarnan                                      | Fram Reykjavík                                    | Valur Reykjavík                                   |
| 2009 | UMF Stjarnan                                      | Fram Reykjavík                                    | Haukar Hafnarfjörður                              |
| 2010 | Valur Reykjavík                                   | Fram Reykjavík                                    | UMF Stjarnan                                      |
| 2011 | Valur Reykjavík                                   | Fram Reykjavík                                    | UMF Stjarnan                                      |
| 2012 | Valur Reykjavík                                   | Fram Reykjavík                                    | ÍB Vestmannæyjer                                  |
| 2013 | Fram Reykjavík                                    | UMF Stjarnan                                      | Valur Reykjavík                                   |
| 2014 | Valur Reykjavík                                   | UMF Stjarnan                                      | ÍB Vestmannæyjer                                  |
| 2015 | ÍF Grótta                                         | UMF Stjarnan                                      | Fram Reykjavík                                    |
| 2016 | ÍF Grótta                                         | UMF Stjarnan                                      | Haukar Hafnarfjörður                              |
| 2017 | Fram Reykjavík                                    | UMF Stjarnan                                      | Haukar Hafnarfjörður                              |
| 2018 | Fram Reykjavík                                    | Valur Reykjavík                                   | ÍB Vestmannæyjer                                  |
| 2019 | Valur Reykjavík                                   | Fram Reykjavík                                    | ÍB Vestmannæyjer                                  |
| 2020 | A koronavírus-járvány miatt nem avattak bajnokot. | A koronavírus-járvány miatt nem avattak bajnokot. | A koronavírus-járvány miatt nem avattak bajnokot. |
| 2021 | KA/Þór Akureyri                                   | Valur Reykjavík                                   | Fram Reykjavík                                    |
| 2022 | Fram Reykjavík                                    | Valur Reykjavík                                   | KA/Þór Akureyri                                   |
| 2023 | Valur Reykjavík                                   | ÍB Vestmannæyjer                                  | UMF Stjarnan                                      |
| 2024 | Valur Reykjavík                                   | Haukar Hafnarfjörður                              | Fram Reykjavík                                    |
| 2025 | Valur Reykjavík                                   | Haukar Hafnarfjörður                              | Fram Reykjavík                                    |

## Lásd még
- Izlandi férfi kézilabda-bajnokság (első osztály)